# How To See You Again/Noizy Tribe
『How To See You Again/Noizy Tribe』は、moveの22枚目のシングル。

## 概要
- move初の両A面シングル。
- 現「m.o.v.e」の「move」名義での最後のシングルとなる。
- 頭文字Dタイアップ曲を二曲目に置くという、今までのmoveにないCD構成である。
- 二曲目のNoizy Tribeはvocalのyuriがmove初の作詞をした。

## 収録曲
1. How To See You Again
  - 作詞：motsu、作曲・編曲：Dubby Budda
  - TBS系 「世界バリバリ★バリュー」エンディングテーマ
  - 東京オートサロン2005テーマソング
  - MBS系アニメシャワーオープニングテーマソング
2. Noizy Tribe
  - 作詞：motsu・yuri、作曲・編曲：Dubby Budda
  - アニメ「頭文字D Fourth Stage」オープニングテーマ（ACT11以降）
3. How To See You Again（instrumental）
4. Noizy Tribe（instrumental）